# Джейленд Мітчелл
Дже́йленд Яхі́р Мі́тчелл Бальтода́но (ісп. Jeyland Yahir Mitchell Baltodano; нар. 29 вересня 2004, Лимон) — костариканський футболіст, захисник нідерландського клубу «Феєнорд» і збірної Коста-Рики.

## Клубна кар'єра
Почай займатися футболом у місцевому клубі «Лимон». 2021 року приєднався до структури клубу «Гуанакастека». 13 жовтня 2021 року дебютував у чемпіонаті Коста-Рики в поєдинку проти клубу «Мунісіпаль Гресія». У березні 2022 року отримав м'язове ушкодження через яке вибув до кінця сезону. Всього провів 13 матчів упродовж сезону 2022–23.
28 червня 2023 року перейшов в клуб «Мунісіпаль Ліберія». 26 липня в поєдинку Прімери проти «Ередіано» дебютував за нову команду. 1 жовтня 2023 року забив свій перший гол за «Мунісіпаль Ліберія» в матчі Прімери проти «Алахуеленсе». Всього провів у сезоні 2023–24 (Апертура) 8 матчів за клуб, в яких забив 1 гол.
1 січня 2024 року приєднався до клубу «Алахуеленсе», уклавши однорічний контракт. 27 березня 2024 року дебютував за нову команду у матчі Прімери проти свого попереднього клубу «Мунісіпаль Ліберія». Всього за «Алахуеленсе» провів 12 поєдинків (Клаусура). 3 червня 2024 року продовжив контракт з «Алахуеленсе» до 2027 року.
8 липня 2024 року перейшов у нідерландський клуб Ередивізі «Феєнорд», підписавши контракт до 2029 року. Сума трансферу становила близько 2,5 млн доларів. 19 вересня 2024 року дебютував за «Феєнорд» в матчі загального етапу Ліги чемпіонів УЄФА проти німецького «Баєра», замінивши Гернота Траунера. 12 січня 2025 року в поєдинку проти «Утрехта» дебютував в Ередивізі.

## Кар'єра в збірній
28 січня 2024 року викликаний до збірної Коста-Рики головним тренером Густаво Альфаро для участі в товариському матчі проти збірної Сальвадору. 2 лютого дебютував за збірну Коста-Рики у поєдинку зі Сальвадором, замінивши Алексіса Гамбоа.
12 червня 2024 року включений в заявку збірної Коста-Рики для участі в матчах фінальної частини Кубка Америки 2024 в США. На турнірі зіграв у всіх матчах групового етапу проти збірних Бразилії, Колумбії та Парагваю, а костариканці не вийшли з групи, посівши 3-тє місце.
21 березня 2025 року в матчі кваліфікації Золотого кубка КОНКАКАФ 2025 проти збірної Белізу забив свій перший гол за збірну Коста-Рики.

## Статистика виступів

### Клубна статистика
Станом на 11 березня 2025 
| Клуб               | Сезон             | Чемпіонат         | Чемпіонат | Чемпіонат | Кубок | Кубок | Континентальні | Континентальні | Інші  | Інші | Всього | Всього |
| Клуб               | Сезон             | Дивізіон          | Матчі     | Голи      | Матчі | Голи  | Матчі          | Голи           | Матчі | Голи | Матчі  | Голи   |
| ------------------ | ----------------- | ----------------- | --------- | --------- | ----- | ----- | -------------- | -------------- | ----- | ---- | ------ | ------ |
| Гуанакастека       | 2021–22           | Прімера           | 12        | 1         | 0     | 0     | —              | —              | —     | —    | 12     | 1      |
| Гуанакастека       | 2022–23           | Прімера           | 13        | 0         | 1     | 0     | —              | —              | —     | —    | 14     | 0      |
| Гуанакастека       | Всього            | Всього            | 25        | 1         | 1     | 0     | 0              | 0              | 0     | 0    | 26     | 1      |
| Мунісіпаль Ліберія | 2023–24           | Прімера           | 9         | 1         | 3     | 0     | —              | —              | —     | —    | 12     | 1      |
| Алахуеленсе        | 2023–24           | Прімера           | 12        | 0         | 0     | 0     | —              | —              | —     | —    | 12     | 0      |
| Феєнорд            | 2024–25           | Ередивізі         | 1         | 0         | 1     | 0     | 7              | 0              | 0     | 0    | 9      | 0      |
| Всього за кар'єру  | Всього за кар'єру | Всього за кар'єру | 47        | 2         | 5     | 0     | 7              | 0              | 0     | 0    | 59     | 2      |

1. ↑  Матчі в Лізі чемпіонів УЄФА

### Міжнародна статистика
Станом на 26 березня 2025 
| Збірна            | Сезон             | Товариські | Товариські | Офіційні | Офіційні | Всього | Всього |
| Збірна            | Сезон             | Матчі      | Голи       | Матчі    | Голи     | Матчі  | Голи   |
| ----------------- | ----------------- | ---------- | ---------- | -------- | -------- | ------ | ------ |
| Коста-Рика        |                   |            |            |          |          |        |        |
| 2024              | 2                 | 0          | 11         | 0        | 13       | 0      |        |
| 2025              | 0                 | 0          | 2          | 1        | 2        | 1      |        |
| Всього за кар'єру | Всього за кар'єру | 2          | 0          | 13       | 1        | 15     | 1      |

### Матчі за збірну
Станом на 26 березня 2025 
| Матчі Джейлена Мітчелла за збірну Коста-Рики | Матчі Джейлена Мітчелла за збірну Коста-Рики | Матчі Джейлена Мітчелла за збірну Коста-Рики | Матчі Джейлена Мітчелла за збірну Коста-Рики | Матчі Джейлена Мітчелла за збірну Коста-Рики | Матчі Джейлена Мітчелла за збірну Коста-Рики | Матчі Джейлена Мітчелла за збірну Коста-Рики | Матчі Джейлена Мітчелла за збірну Коста-Рики  |
| №                                            | Дата                                         | Суперник                                     | Рахунок                                      | Голи                                         | Картки                                       | Хвилини                                      | Змагання                                      |
| -------------------------------------------- | -------------------------------------------- | -------------------------------------------- | -------------------------------------------- | -------------------------------------------- | -------------------------------------------- | -------------------------------------------- | --------------------------------------------- |
| 1                                            | 2 лютого 2024                                | Сальвадор                                    | 2–0                                          |                                              |                                              | 12'                                          | Товариський матч                              |
| 2                                            | 31 травня 2024                               | Уругвай                                      | 0–0                                          |                                              |                                              | 90'                                          | Товариський матч                              |
| 3                                            | 6 червня 2024                                | Сент-Кіттс і Невіс                           | 4–0                                          |                                              |                                              | 90'                                          | Відбіркові матчі ЧС-2026                      |
| 4                                            | 9 червня 2024                                | Гренада                                      | 3–0                                          |                                              |                                              | 90'                                          | Відбіркові матчі ЧС-2026                      |
| 5                                            | 25 червня 2024                               | Бразилія                                     | 0–0                                          |                                              |                                              | 90'                                          | Фінальні матчі КА-2024                        |
| 6                                            | 29 червня 2024                               | Колумбія                                     | 0–3                                          |                                              |                                              | 90'                                          | Фінальні матчі КА-2024                        |
| 7                                            | 3 липня 2024                                 | Парагвай                                     | 2–1                                          |                                              |                                              | 90'                                          | Фінальні матчі КА-2024                        |
| 8                                            | 6 вересня 2024                               | Гваделупа                                    | 3–0                                          |                                              |                                              | 90'                                          | Ліга націй КОНКАКАФ 2024–25 (А)               |
| 9                                            | 10 вересня 2024                              | Гватемала                                    | 0–0                                          |                                              |                                              | 90'                                          | Ліга націй КОНКАКАФ 2024–25 (А)               |
| 10                                           | 12 жовтня 2024                               | Суринам                                      | 1–1                                          |                                              |                                              | 90'                                          | Ліга націй КОНКАКАФ 2024–25 (А)               |
| 11                                           | 16 жовтня 2024                               | Гватемала                                    | 3–0                                          |                                              | 64'                                          | 79'                                          | Ліга націй КОНКАКАФ 2024–25 (А)               |
| 12                                           | 15 листопада 2024                            | Панама                                       | 0–1                                          |                                              | 18'                                          | 45'                                          | Ліга націй КОНКАКАФ 2024–25 (А)               |
| 13                                           | 19 листопада 2024                            | Панама                                       | 2–2                                          |                                              |                                              | 90'                                          | Ліга націй КОНКАКАФ 2024–25 (А)               |
| 14                                           | 21 березня 2025                              | Беліз                                        | 7–0                                          | 1                                            |                                              | 74'                                          | Відбіркові матчі Золотого кубка КОНКАКАФ 2025 |
| 15                                           | 26 березня 2025                              | Беліз                                        | 6–1                                          |                                              | 22'                                          | 45'                                          | Відбіркові матчі Золотого кубка КОНКАКАФ 2025 |

Всього: 15 матчів / 1 гол; 8 перемог, 5 нічиїх, 2 поразки.